# Tylocidaris
Genre
Tylocidaris est un genre éteint d'oursins de la famille des Psychocidaridae.

## Caractéristiques
Ce sont des oursins réguliers. Le test (coquille) est arrondi, avec le péristome (bouche) située au centre de la face orale (inférieure) et le périprocte (appareil contenant l'anus et les pores génitaux) à l'opposé, au sommet de la face aborale (supérieure).
Chez ce genre, les radioles sont en forme très prononcée de massues, cannelées. Le disque apical, dicyclique, est plus large que le péristome. Les ambulacres sont étroits et légèrement sinueux, pourvus de paires de pores étroites, non-conjuguées. Toutes les plaques sont simples, avec une tuberculation ambulacrale uniforme. Les interambulacres sont composés de 5 à 8 plaques, les tubercules sont non crénulés mais perforés suivant leur emplacement sur le test. Les aréoles sont enfoncées, pourvues de cercles scrobiculaires complets.
Ce genre vécut du Jurassique médian (Bajocien) à l'éocène.

## Liste des sous-genres et espèces
| Selon World Register of Marine Species (19 février 2015) : - sous-genre Tylocidaris (Tylocidaris) Pomel, 1883 † - Tylocidaris ohshimai (Ikeda, 1935) - Tylocidaris macneili Cooke, 1959 † - Tylocidaris pomifer † - Tylocidaris ravni Brotzen, 1960 † - Tylocidaris rosenkrantzi Brotzen, 1960 † - Tylocidaris salina Cooke, 1959 † - Tylocidaris windi Brotzen, 1960 † | Selon l'Echinoid Directory : - Tylocidaris honorinae Cotteau, 1880 -- Bajocien-Bathonien, Europe. - Tylocidaris propinquus (Munster, in Goldfuss, 1829) -- Oxfordien, Europe. - sous-genre Tylocidaris (Tylocidaris) Pomel, 1883 - Tylocidaris velifera (Agassiz & Desor, 1846) -- Albien supérieur à Cénomanien, Europe de l'Ouest. - Tylocidaris sorigneti (Desor, 1856) -- Fin du Cénomanien et Turonien inférieur, Europe. - Tylocidaris clavigera (Mantell, 1822) -- Turonien supérieur à Santonien supérieur, Europe. - Tylocidaris gosae Schlueter, 1892 -- Campanien, Europe. - Tylocidaris vexillifera (Schlueter, 1892) -- Danien, NW Europe. - Tylocidaris inexspectata Jagt & van der Ham, 1995 -- Maastrichtien, Hollande. - Tylocidaris hardouini (Desor, 1855) -- Danien, Europe, Ukraine, Sud des États-Unis. - Tylocidaris sp. [Tylocidaris walcotti Clark, 1915] -- Thanetien, Est des États-Unis. - Tylocidaris hemmoorensis Salah & Schmid, 1982 -- Maastrichtien, Allemagne. - Tylocidaris (Oedematocidaris) Smith & Wright, 1989 - Tylocidaris asperula (Roemer, 1841) -- Cénomanien, Europe. - Tylocidaris pleracantha (Agassiz & Desor, 1846) -- Santonien-Campanien, Europe. - Tylocidaris baltica (Schlueter, 1892) -- Maastrichtien, Europe. - Tylocidaris (Sardocidaris) Lambert, 1907 - Tylocidaris ramondi (Leymerie, 1851) -- Maastrichtien, Espagne ; Paléocène inférieur, Kopet Dag. - Tylocidaris piae (Lambert, 1907) -- Miocène, Sardaigne. Tylocidaris (Psychocidaris) - - Tylocidaris ohshimai (Ikeda, 1935) -- Actuel, Japon. |

Le statut de l'espèce Tylocidaris ohshimai (Ikeda, 1935), seul représentant actuel de ce groupe, demeure débattu : certaines classifications préfèrent le classer dans le genre monotypique Psychocidaris Ikeda, 1935.